# چرنیتسا (استان بورگاس)
چرنیتسا (به بلغاری: Chernitsa) یک منطقهٔ مسکونی در بلغارستان است که در استان بورگاس واقع شده‌است.